# Revox
ReVox je švýcarská firma, která vyráběla vysoce jakostní spotřební audio elektroniku označovanou jako "HighEnd". Všechny výrobky ReVox se vyznačují vynikajícími parametry, precizním provedením a nekompromisním obvodovým řešením. Přístroje ReVox byly ve své době vždy hodnoceny na prvních místech v nejvýznamnějších odborných periodikách (Stereoplay, Hi-Fi News, Audio, atd.). Zakladatelem firmy byl Willi Studer a profesionální studiová technika ReVox nese označení po něm - STUDER.
Firma ReVox existuje i v současné době, ale po změně majoritních vlastníků a managementu před cca 15 lety se výrobní program odklonil od kategorie HighEnd.